# Mirko Vičević
Mirko Vičević (né le 30 juin 1968 à Kotor) est un joueur de water-polo yougoslave (monténégrin), champion olympique en 1988 à Séoul.
- CIO
- Olympedia